# Sarsven en De Banen
Sarsven en De Banen este o arie protejată (arie specială de conservare — SAC, sit de importanță comunitară — SCI) din Țările de Jos întinsă pe o suprafață de 154 ha, integral pe uscat.

## Localizare
Centrul sitului Sarsven en De Banen este situat la coordonatele 51°16′04″N 5°47′39″E / 51.2677°N 5.7943°E.

## Înființare
Situl Sarsven en De Banen a fost declarat sit de importanță comunitară în august 2002 pentru a proteja 1 specie de plante. Situl a fost protejat și ca arie specială de conservare în iunie 2013.

## Biodiversitate
Situată în ecoregiunea atlantică, aria protejată conține 3 habitate naturale: Ape oligotrofe din câmpii nisipoase, cu un conținut foarte redus de minerale (Littorelletalia uniflorae), Ape stătătoare oligotrofe până la mezotrofe, cu vegetație de Littorelletea uniflorae și/sau de Isoëto-Nanojuncetea, Ape puternic oligomezotrofe cu vegetație bentonică cu Chara spp..
La baza desemnării sitului se află o specie protejată de  plante: Luronium natans.